# Fazenda Santa Maria
A Fazenda Santa Maria é uma fazenda localizada no município de Jundiaí do Sul, norte do estado do Paraná. A partir de 1957, foi sede da família imperial brasileira.

## História

### Sede da família Orléans e Bragança
Foi sede da família imperial por doze anos, aonde viveu o tataraneto de Dom Pedro II, Pedro Henrique de Orléans e Bragança, com sua esposa Maria Elisabeth (Princesa de Baviera) e nove de seus doze filhos, sendo três nascidos neste local. Herdeiro imperial do Brasil e bisneto da Princesa Isabel, conheceu a região por indicação do bispo da Diocese de Jacarezinho, Dom Geraldo de Proença Sigaud, com quem tinha afinidade por terem familiares em comum.  
Após essa rápida passagem por Jacarezinho, Dom Pedro comprou a propriedade em Jundiaí do Sul e lá residiu com a família, tendo uma vida tranquila no campo, sem presunções políticas e grandes aparições públicas. Posteriormente a família imperial vendeu a fazenda à família Rauen, mudando-se para Vassouras, no Rio de Janeiro; nunca registraram ou manifestaram sua passagem pela região do norte pioneiro do Paraná.

### Atualmente
O local ainda é visitado por historiadores que têm interesse em conhecer mais sobre a vida e a passagem da família pelo Brasil. A casa ainda é preservada com itens originais da época como guarda-roupas e pisos.

## Nascidos na Fazenda Santa Maria
- Alberto de Orléans e Bragança (Jundiaí do Sul, 23 de junho de 1957) – renunciou ao trono em 1982; casou-se em 1983 com Maritza Ribas Bokel, neta de José da Rocha Ribas e tetraneta de José de Araújo Aragão Bulcão, Barão de São Francisco.[4]
- Maria Thereza de Orléans e Bragança (Jundiaí do Sul, 14 de julho de 1959)
- Maria Gabriela de Orléans e Bragança (Jundiaí do Sul, 14 de julho de 1959)